# Elasmopus dubius
Elasmopus dubius is een vlokreeftensoort uit de familie van de Maeridae. De wetenschappelijke naam van de soort is voor het eerst geldig gepubliceerd in 1904 door Walker.